# Alexander Pitjusjkin
Alexander Yuryevich Pitjusjkin, född 9 april 1974 i Mytisjtji, är en rysk seriemördare som tros ha dödat åtminstone fyrtionio personer och eventuellt så många som sextio, mellan 1992 och 2006. Pitjusjkin var aktiv i Moskva Bitsa Park, där ett antal av offrens kroppar påträffades. År 2007 dömdes han till livstids fängelse.